# 小行星1887
小行星1887（1887 Virton）是一颗围绕太阳公转的小行星。1950年10月5日，西維恩·阿蘭德在于克勒发现了此天体。
該小行星以比利時的城市維爾通命名。
这颗小行星的绝对星等为32.32936等。